# Boeing X-37
El vehicle orbital de prova Boeing X-37 és un vehicle espacial no tripulat estatunidenc. És operat per la Força Aèria dels Estats Units per a missions de vol espacial orbital destinades a demostració de tecnologies espacials reutilitzables. És un avió espacial reutilitzable robòtic construït a l'escala d'un 120% de l'X-40A. Té una longitud de més de 8,9 m i dues aletes en angle a la cua.
L'X-37 va començar el 1999 com un projecte de la NASA, i després va ser transferit al Departament de Defensa dels Estats Units el 2004. Va tenir el seu primer vol com una prova de caiguda, el 7 d'abril de 2006, a la base aèria d'Edwards. La primera missió orbital de l'avió espacial, l'USA-212 va ser llançada el 22 d'abril de 2010 mitjançant un coet Atlas V. El seu retorn a la Terra el 3 de desembre de 2010 va ser la primera prova de l'escut tèrmic del vehicle i de maneig de l'aerodinàmica hipersònica.

## Especificacions
- Tripulació: -
- Llargada: 8,9 m
- Amplada: 4,50 m
- Altura: 2,9 m
- Superfície d'ala:
- Pes en buit:
- Pes màxim a l'enlairament: 4.990 kg
- Motor:
- Potència:
- Velocitat màxima en altura:
- Autonomia:
- Altura màxima: